# Elezioni legislative in Francia dell'agosto 1815
Le elezioni legislative in Francia dell'agosto 1815 per eleggere i 400 deputati della Camera dei Deputati si sono tenute dal 14 al 28 agosto. Furono le prime elezioni all'indomani della Restaurazione francese.
Le elezioni si svolsero in un clima teso dal "Terrore bianco", perpetrato dai partigiani di Luigi XVIII contro bonapartisti e giacobini. Pertanto vi furono nel processo elettorale molte irregolarità, specie nel Midi:
- A Tolosa il presidente del collegio elettorale fu sospeso in favore dell'ultra-monarchico Joseph de Villèle.
- A Nîmes furono massacrati 13 protestanti alla vigilia del voto.[1]
- In 46 dipartimenti, le forze della settima coalizione bloccarono le operazioni di voto, portando all'arresto di molti anti-monarchici.

In aggiunta a queste irregolarità, il diritto di voto viene limitato attraverso il suffragio censitario, dando solo a 72.000 francesi su 30 milioni il diritto di votare.
I risultati dell'elezioni vedono vittoriosi gli ultrarealisti (ostili perfino alla moderata Carta ottriata del re), che ottengono 350 dei 400 seggi a disposizione nella Camera. Questa, inaugurata il 7 ottobre, diverrà nota come Chambre introuvable ("Camera introvabile") a causa del costante ostruzionismo della destra realista. 
Va notato che la nuova Camera presenta un punto di rigenerazione della classe dirigente francese, in quanto degli eletti, solo 33 deputati appartenevano alla precedente.

## Risultati
|          | Totale | Percentuale (%) | Percentuale (%)  |
| -------- | ------ | --------------- | ---------------- |
| Elettori | 72.000 |                 |                  |
| Votanti  | 40.400 | 54,1            | (su n. elettori) |
| Astenuti | 31.600 | 45,9            | (su n. iscritti) |

| Partito                            | Partito       | Voti   | %    | Seggi |
| ---------------------------------- | ------------- | ------ | ---- | ----- |
|                                    | Anti-cartisti | 35.200 | 87,5 | 350   |
|                                    | Cartisti      | 5.200  | 12,5 | 50    |
| Totale                             | Totale        | 40.400 | 100  | 400   |
| Fonti: Élections législatives 1815 |               |        |      |       |